# Giải BFCA cho diễn viên trẻ xuất sắc nhất
Giải BFCA cho diễn viên trẻ xuất sắc nhất là một trong các giải của BFCA dành cho diễn viên trẻ nam và nữ được bầu chọn là xuất sắc nhất. Giải này được lập từ năm 1996 và mang nhiều tên khác nhau.

## Các người đoạt giải & được đề cử

### Diễn viên trẻ em xuất sắc nhất (1996-2003)
- 1996 – Jonathan Lipnicki phim Jerry Maguire
- 1997 – Jurnee Smollett phim Eve's Bayou
- 1998 – Ian Michael Smith phim Simon Birch
- 1999 – Haley Joel Osment phim The Sixth Sense
- 2000 – Jamie Bell phim Billy Elliot
- 2001 – Dakota Fanning phim I Am Sam
  - Haley Joel Osment phim A.I.: Artificial Intelligence
  - Daniel Radcliffe phim Harry Potter and the Philosopher's Stone
- 2002 – Kieran Culkin phim Igby Goes Down
  - Tyler Hoechlin phim Road to Perdition
  - Nicholas Hoult phim About a Boy
- 2003 – Keisha Castle-Hughes phim Whale Rider
  - Evan Rachel Wood phim Thirteen
  - Sarah Bolger phim In America
  - Emma Bolger phim In America

### Nam diễn viên trẻ xuất sắc nhất (2004-2007)
- 2004 – Freddie Highmore phim Finding Neverland
  - Liam Aiken phim Lemony Snicket's A Series of Unfortunate Events
  - Cameron Bright phim Birth
  - Daniel Radcliffe phim Harry Potter and the Prisoner of Azkaban
  - William Ullrich phim Beyond The Sea
- 2005 – Freddie Highmore phim Charlie and the Chocolate Factory
  - Jesse Eisenberg phim The Squid and the Whale
  - Alex Etel phim Millions
  - Owen Kline phim The Squid and the Whale
  - Daniel Radcliffe phim Harry Potter and the Goblet of Fire
- 2006 – Paul Dano - Little Miss Sunshine
  - Cameron Bright - Thank You For Smoking
  - Joseph Cross - Running with Scissors
  - Freddie Highmore - A Good Year
  - Jaden Christopher Syre Smith - The Pursuit of Happyness
- 2007 – Ahmad Khan Mahmoodzada - The Kite Runner
  - Michael Cera - Juno
  - Michael Cera - Superbad
  - Freddie Highmore - August Rush
  - Edward Sanders - Sweeney Todd

### Nữ diễn viên trẻ xuất sắc nhất (2004-2007)
- 2004 – Emmy Rossum - The Phantom of the Opera
  - Emily Browning - Lemony Snicket's A Series of Unfortunate Events
  - Dakota Fanning - Man on Fire
  - Lindsay Lohan - Mean Girls
  - Emma Watson - Harry Potter and the Prisoner of Azkaban
- 2005 – Dakota Fanning - War of the Worlds
  - Flora Cross - Bee Season
  - Georgie Henley - The Chronicles of Narnia: The Lion, the Witch and the Wardrobe
  - AnnaSophia Robb - Because of Winn-Dixie
  - Emma Watson - Harry Potter and the Goblet of Fire
- 2006 – Abigail Breslin - Little Miss Sunshine
  - Ivana Baquero - El laberinto del fauno (Pan's Labyrinth)
  - Shareeka Epps - Half Nelson
  - Dakota Fanning - Charlotte's Web
  - Keke Palmer - Akeelah and the Bee
- 2007 – Nikki Blonsky - Hairspray
  - Dakota Blue Richards - The Golden Compass
  - AnnaSophia Robb - Bridge to Terabithia
  - Saoirse Ronan - Atonement

### Diễn viên trẻ xuất sắc nhất (2008-)
- 2008 — Dev Patel - Slumdog Millionaire
  - Dakota Fanning - The Secret Life of Bees
  - David Kross - The Reader
  - Brandon Walters - Australia